# 西公園 (福井市)

西公園(にしこうえん)は、福井県福井市花月1丁目にある公園。

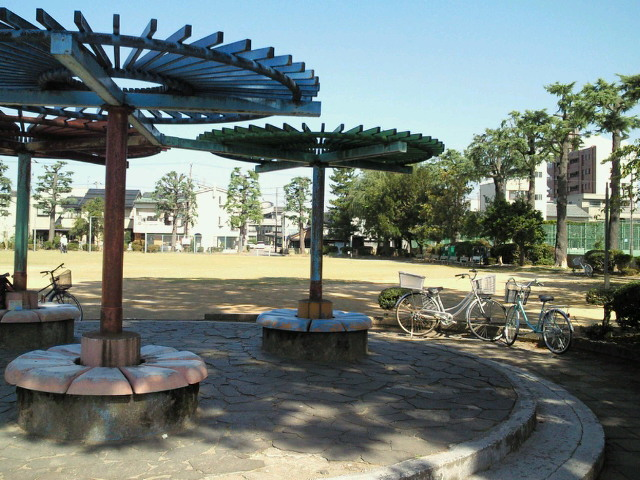
西公園の設備

住所は、福井県福井市花月1丁目6-15

## 交通
西公園の最寄り駅
- 福井駅
- 仁愛女子高校駅…福井鉄道福武線

西公園の最寄りバス停
- 西公園・文化会館前（京福バス）
- 春山2丁目（すまいる田原・文京方面）
- 呉服町商店街（すまいる照手・足羽方面）